# Crosslauf-Europameisterschaften 2022
Die 28. Crosslauf-Europameisterschaften der EAA fanden am 11. Dezember 2022 im norditalienischen Turin statt, womit die Titelkämpfe zum vierten Mal in Italien ausgetragen wurden. 

## Ergebnisse

### Männer

#### Einzelwertung
| Platz | Athlet               | Land | Zeit (min) |
| ----- | -------------------- | ---- | ---------- |
| 1     | Jakob Ingebrigtsen   | NOR  | 29:33      |
| 2     | Emile Cairess        | GBR  | 29:42      |
| 3     | Isaac Kimeli         | BEL  | 29:45      |
| 4     | Yemaneberhan Crippa  | ITA  | 29:47      |
| 5     | Filimon Abraham      | GER  | 29:49      |
| 6     | Bastien Augusto      | FRA  | 29:52      |
| 7     | Yann Schrub          | FRA  | 29:52      |
| 8     | Yohanes Chiappinelli | ITA  | 30:03      |
| 9     | Mohamed Katir        | ESP  | 30:06      |
| 10    | Abdessamad Oukhelfen | ESP  | 30:08      |

Von 82 gestarteten Athleten erreichten 80 das Ziel.
Weitere Teilnehmer aus deutschsprachigen Ländern:
- 16: Davor Aaron Bienenfeld (GER), 30:25
- 26: Samuel Fitwi Sibhatu (GER), 30:46
- 29: Andreas Vojta (AUT), 30:49
- 57: Patrick Karl (GER), 31:56

#### Teamwertung
| Platz | Land und Athleten                                                                                          | Gesamtpunktzahl und Einzelplatzierung |
| ----- | --- | ------------------------------------- |
| 1     | Frankreich Bastien Augusto Yann Schrub Morhad Amdouni Valentin Gondouin Youssef Mekdafou Donovan Christien | 24 06 07 11 20 43 59                  |
| 2     | Italien Yemaneberhan Crippa Yohanes Chiappinelli Osama Zoghlami Nekagenet Crippa Pasquale Selvarolo        | 25 04 08 13 22 46                     |
| 3     | Spanien Mohamed Katir Abdessamad Oukhelfen Carlos Mayo Roberto Alaiz Nassim Hassaous Sergio Paniagua       | 36 09 10 17 18 25 34                  |

### Frauen

#### Einzelwertung
| Platz | Athletin                  | Land | Zeit (min) |
| ----- | ------------------------- | ---- | ---------- |
| 1     | Karoline Bjerkeli Grøvdal | NOR  | 26:25      |
| 2     | Konstanze Klosterhalfen   | GER  | 26:29      |
| 3     | Alina Reh                 | GER  | 27:19      |
| 4     | Hanna Klein               | GER  | 27:19      |
| 5     | Selamawit Teferi          | ISR  | 27:20      |
| 6     | Miriam Dattke             | GER  | 27:22      |
| 7     | Samrawit Mengsteab        | SWE  | 27:27      |
| 8     | Jessica Warner-Judd       | GBR  | 27:41      |
| 9     | Abbie Donnelly            | GBR  | 27:28      |
| 10    | Veerle Bakker             | NED  | 27:34      |

Von 67 gestarteten Athletinnen erreichten 63 das Ziel.
Weitere Teilnehmerinnen aus deutschsprachigen Ländern:
- 20: Caterina Granz (GER), 28:10

#### Teamwertung
| Platz | Land und Athleten                                                                                                  | Gesamtpunktzahl und Einzelplatzierung |
| ----- | --- | ------------------------------------- |
| 1     | Deutschland Konstanze Klosterhalfen Alina Reh Hanna Klein Miriam Dattke Caterina Granz                             | 09 02 03 04 06 20                     |
| 2     | Vereinigtes Königreich Jessica Warner-Judd Abbie Donnelly Poppy Tank Jessica Gibbon Cari Hughes Amy-Eloise Markovc | 30 08 09 13 14 22 26                  |
| 3     | Irland Eilish Flanagan Roisin Flanagan Mary Mulhare Ann-Marie Mcglynn Aoibhe Richardson Michelle Finn              | 50 11 12 27 31 46 55                  |

### U23-Männer

#### Einzelwertung
| Platz | Athlet           | Land | Zeit (min) |
| ----- | ---------------- | ---- | ---------- |
| 1     | Charles Hicks    | GBR  | 23:40      |
| 2     | Zakariya Mahamed | GBR  | 23:48      |
| 3     | Valentin Bresc   | FRA  | 23:58      |
| 4     | Étienne Daguinos | FRA  | 24:04      |
| 5     | Efrem Gidey      | IRL  | 24:05      |
| 6     | Adisu Guadia     | ISR  | 24:06      |
| 7     | Antoine Senard   | FRA  | 24:10      |
| 8     | Matthew Stonier  | GBR  | 24:11      |
| 9     | Keelan Kilrehill | IRL  | 24:13      |
| 10    | Magnus Tuv Myhre | NOR  | 24:14      |

Von 82 gestarteten Athleten erreichten 78 das Ziel.
Weitere Teilnehmer aus deutschsprachigen Ländern:
- 41: Tim Aßmann (GER), 25:08
- 45: Marcel Tobler (AUT), 25:12
- 51: Paul Specht (GER), 25:34
- 57: Léo Lädermann (SUI), 25:46
- 58: Sebastian Frey (AUT), 25:48
- 64: Florian Bremm (GER), 26:08
- 65: Julian Großkopf (GER), 26:08
- 71: Benedikt Brem (GER), 26:43

#### Teamwertung
| Platz | Land und Athleten                                                                                                  | Gesamtpunktzahl und Einzelplatzierung |
| ----- | --- | ------------------------------------- |
| 1     | Vereinigtes Königreich Charles Hicks Zakariya Mahamed Matthew Stonier Rory Leonard Joseph Wigfield Tomer Tarragano | 11 01 02 08 11 13 37                  |
| 2     | Frankreich Valentin Bresc Étienne Daguinos Antoine Senard Luc Le Baron Pierre Bordeau Téo Rubens Banini            | 14 03 04 07 17 27 42                  |
| 3     | Irland Efrem Gidey Keelan Kilrehill Shay Mcevoy Darragh McElhinney Jamie Battle Thomas Mcstay                      | 29 05 09 15 26 55 63                  |

### U23-Frauen

#### Einzelwertung
| Platz | Athletin           | Land | Zeit (min) |
| ----- | ------------------ | ---- | ---------- |
| 1     | Nadia Battocletti  | ITA  | 19:55      |
| 2     | Megan Keith        | GBR  | 20:08      |
| 3     | Alexandra Millard  | GBR  | 20:27      |
| 4     | Amina Maatoug      | NED  | 20:33      |
| 5     | Grace Carson       | GBR  | 20:35      |
| 6     | Manon Trapp        | FRA  | 20:42      |
| 7     | Carmen Riaño       | ESP  | 20:43      |
| 8     | Nathalie Blomqvist | FIN  | 20:53      |
| 9     | Mariana Machado    | POR  | 20:56      |
| 10    | Andrea Romero      | ESP  | 20:58      |

Von 59 gestarteten Athletinnen erreichten 57 das Ziel.
Weitere Teilnehmerinnen aus deutschsprachigen Ländern:
- 24: Alina Sönning (SUI), 21:31
- 25: Emma Heckel (GER), 21:31
- 26: Mia Jurenka (GER), 21:33
- 27: Anneke Vortmeier (GER), 21:36
- 29: Sybille Häring (SUI), 21:39
- 43: Annasophie Drees (GER), 22:22
- 50: Agnès McTighe (SUI), 22:48
- 53: Rahel Brömmel (GER), 22:57

#### Teamwertung
| Platz | Land und Athleten                                                                                             | Gesamtpunktzahl und Einzelplatzierung |
| ----- | --- | ------------------------------------- |
| 1     | Vereinigtes Königreich Megan Keith Alexandra Millard Grace Carson Eloise Walker Alice Goodall Yasmin Marghini | 10 02 03 05 11 13 18                  |
| 2     | Italien Nadia Battocletti Aurora Bado Giovanna Selva Anna Arnaudo Sara Nestola Ludovica Cavalli               | 31 01 14 16 19 20 30                  |
| 3     | Frankreich Manon Trapp Floriane Quesada Flavie Renouard Eugénie Lorain Anaëlle Guillonnet Léatitia Croissant  | 38 06 15 17 34 36 47                  |

### U20-Männer

#### Einzelwertung
| Platz | Athlet          | Land | Zeit (min) |
| ----- | --------------- | ---- | ---------- |
| 1     | Will Barnicoat  | GBR  | 17:40      |
| 2     | Nicholas Griggs | IRL  | 17:41      |
| 3     | Dean Casey      | IRL  | 18:21      |
| 4     | Sam Mills       | GBR  | 17:54      |
| 5     | Luke Birdseye   | GBR  | 17:56      |
| 6     | Jaime Migallon  | ESP  | 18:06      |
| 7     | Esten Hauen     | NOR  | 18:07      |
| 8     | Mario Monreal   | ESP  | 18:09      |
| 9     | Edward Bird     | GBR  | 18:09      |
| 10    | İsmail Taşyürek | TUR  | 18:10      |

Von 101 gestarteten Athleten erreichten 96 das Ziel.
Weitere Teilnehmer aus deutschsprachigen Ländern:
- 21: Jonathan Hofer (SUI), 18:22
- 26: Benjamin Dern (GER), 18:26
- 29: Kurt Lauer (GER), 18:28
- 34: Kevin Kamenschak (AUT), 18:33
- 41: Lukas Ehrle (GER), 18:45
- 44: Romuald Brosset (SUI), 18:47
- 54: Emil Bezecny (AUT), 18:58
- 55: Jonas Schaub (SUI), 18:58
- 64: Aarno Liebl (SUI), 19:09
- 65: Silas Zahlten (GER), 19:10
- 66: Timo Hinterndorfer (AUT), 19:10
- 75: Thomas Windischbauer (AUT), 19:26

#### Teamwertung
| Platz | Land und Athleten                                                                                         | Gesamtpunktzahl und Einzelplatzierung |
| ----- | --- | ------------------------------------- |
| 1     | Vereinigtes Königreich Will Barnicoat Sam Mills Luke Birdseye Edward Bird Johnny Livingstone Jacob Deacon | 10 01 04 05 09 22 28                  |
| 2     | Irland Nicholas Griggs Dean Casey Sean Mc Ginley Callum Morgan Jonas Stafford Mark Hanrahan               | 17 02 03 12 33 53 ?                   |
| 3     | Spanien Jaime Migallon Mario Monreal David Cantero Aleix Vives Eric Lore Ronaldo Olivo                    | 30 06 08 16 20 35 -                   |

### U20-Frauen

#### Einzelwertung
| Platz | Athletin         | Land | Zeit (min) |
| ----- | ---------------- | ---- | ---------- |
| 1     | María Forero     | ESP  | 13:04      |
| 2     | Ingeborg Østgård | NOR  | 13:07      |
| 3     | Ilona Mononen    | FIN  | 13:08      |
| 4     | Innes Fitzgerald | GBR  | 13:15      |
| 5     | Jane Buckley     | IRL  | 13:22      |
| 6     | Kira Weis        | GER  | 13:32      |
| 7     | Ayça Fidanoğlu   | TUR  | 13:37      |
| 8     | Edibe Yağız      | TUR  | 13:38      |
| 9     | Iraia Mendia     | ESP  | 13:38      |
| 10    | Pelinsu Şahin    | TUR  | 13:43      |

Von 87 gestarteten Athletinnen erreichten 84 das Ziel.
Weitere Teilnehmerinnen aus deutschsprachigen Ländern:
- 13: Lisa Merkel (GER), 13:46
- 14: Sofia Benfares (GER), 13:48
- 27: Carolina Schäfer (GER), 14:00
- 30: Lilly Nägeli (SUI), 14:02
- 33: Johanna Pulte (GER), 14:04
- 48: Shirin Kerber (SUI), 14:18
- 75: Danika Slits (SUI), 15:08
- 76: Emily Heilig (SUI), 15:08

#### Teamwertung
| Platz | Land und Athleten                                                                       | Gesamtpunktzahl und Einzelplatzierung |
| ----- | --------------------------------------------------------------------------------------- | ------------------------------------- |
| 1     | Spanien María Forero Iraia Mendia Antía Castro María Viciosa Marta Serrano Ines Docampo | 21 01 09 11 24 43 53                  |
| 2     | Türkei Ayça Fidanoğlu Edibe Yağız Pelinsu Şahin Sila Ata                                | 25 07 08 10 37                        |
| 3     | Deutschland Kira Weis Lisa Merkel Sofia Benfares Carolina Schäfer Johanna Pulte         | 33 06 13 14 27 33                     |

### Mixed-Staffel
| Platz | Land und Athleten                                                                      | Zeit (min) |
| ----- | -------------------------------------------------------------------------------------- | ---------- |
| 1     | Italien Pietro Arese Federica Del Buono Yassin Bouih Gaia Sabbatini                    | 17:23      |
| 2     | Spanien Jesús Gómez Solange Pereira Adrián Ben Rosalía Tárraga                         | 17:24      |
| 3     | Frankreich Romain Mornet Charlotte Mouchet Azeddine Habz Anaïs Bourgoin                | 17:31      |
| 4     | Deutschland Marc Tortell Elena Burkard Jens Mergenthaler Nele Weßel                    | 17:32      |
| 5     | Vereinigtes Königreich James Heneghan Revée Walcott-Nolan Callum Elson Khahisa Mhlanga | 17:35      |
| 6     | Ungarn Gergő Kiss Zita Urbán István Szögi Kinga Ohn                                    | 17:44      |
| 7     | Belgien Ruben Verheyden Mariska Parewyck Stijn Baeten Vanessa Scaunet                  | 17:47      |
| 8     | Dänemark Kristian Uldbjerg Hansen Stina Troest Andreas Lindgreen Annemarie Nissen      | 17:47      |
| 9     | Irland Andrew Coscoran Georgie Hartigan Luke McCann Nadia Power                        | 17:56      |
| 10    | Portugal Isaac Nader Patrícia Silva Nuno Pereira Salomé Afonso                         | 17:56      |

Alle 14 gestarteten Staffeln erreichten das Ziel.